# Dollard-Des Ormeaux

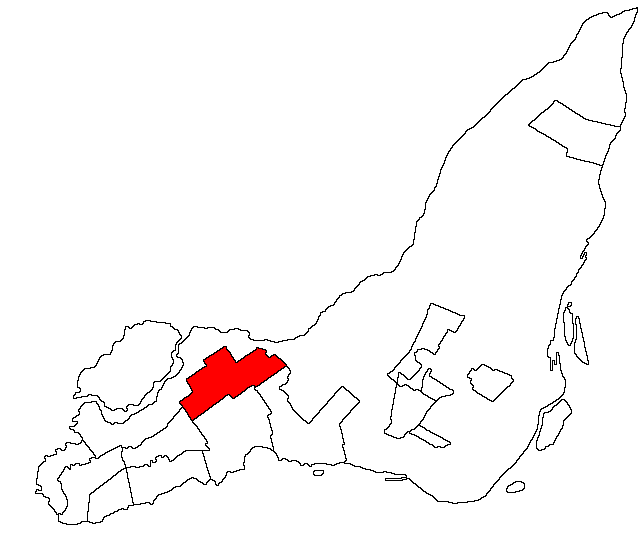
Pointe-Claire na mapie wyspy Île de Montréal

Dollard-Des Ormeaux (również Dollard-des-Ormeaux) – miasto w Kanadzie, w prowincji Quebec, w regionie Montreal. Leży w obszarze metropolitarnym Montrealu.
1 stycznia 2002 Dollard-Des Ormeaux zostało włączone do Montrealu. 20 czerwca mieszkańcy byłego miasta przegłosowali opcję odłączenia, co doprowadziło do odzyskania praw miejskich i odłączenia się od Montrealu 1 stycznia 2006 roku.

## Demografia
Liczba mieszkańców Dollard-Des Ormeaux wynosi 49 637. Język angielski jest językiem ojczystym dla 43,7%, francuski dla 17,0%, arabski dla 6,3%, włoski dla 3,2%, grecki dla 2,8%, hiszpański dla 2,5%, pendżabski dla 2,4%, tamilski dla 2,0%, tagalog dla 1,7%, rumuński dla 1,3%, ormiański dla 1,2%, polski dla 1,1%, urdu dla 1,1%, rosyjski dla 1,1%, perski dla 1,0% mieszkańców (2011).